# Елань-Колено
Ела́нь-Коле́но — село в Новохопёрском районе Воронежской области России. Административный центр Коленовского сельского поселения.

## География
Село находится на берегах реки Елань, к востоку от посёлка городского типа Елань-Коленовский. Расположено в 32 километрах от города Новохопёрск.

## История
Основано в конце XVII — начале XVIII века выходцами из городов Елец и Ефремов. Заселялось государственными крестьянами. Название по «колену» (изгибу русла) на реке Елань. В 1840-е годы Елань-Колено понесло большие потери от эпидемий. В 1841 году от оспы здесь умерло 232 человека. А только в июне 1848 года эпидемия холеры унесла 438 жителей. Вместе с тем ещё до революции отмечалось, что местный климат здесь хорош для здоровья. Так, в 1950-е годы в Елань-Колено жило 7 человек, которым было больше ста лет. А в 1832 году умерли две крестьянки, которым было по 120 лет.
В конце XIX — начале XX века село являлось центром Еланской волости Новохопёрского уезда Воронежской губернии.
В 1900 году в селе имелось 1 общественное здание, Земская школа, церковно-приходская школа, 2 маслобойных завода, 4 кирпичных завода, 21 ветряная мельница, 1 паровая мельница, 5 крупорушек, 5 кузниц, постоялый двор, трактир, 14 лавок. В 1911—1913 годах построена земская больница.
Во время Гражданской войны в селе побывал командующий Южным фронтом Михаил Тухачевский. В тот период территория Елань-Колено оказалась в гуще событий. Белогвардейские отряды вытеснялись красноармейскими соединениями и так происходило не один раз на протяжении войны.
С 1928 по 1963 год село было центром Елань-Коленовского района Воронежской области.
Во время Великой Отечественной войны в сельской школе работал военный госпиталь. Среди жителей села, воевавших на фронтах, двое получили звание Героя Советского Союза. Многие из сельчан были награждены медалями за отвагу.

## Экономика
В селе существовала «Елань-Коленовская ковровая фабрика», на территории располагались совхоз по разведению телят «Дружба» и совхоз по разведению крупного рогатого скота «Победа». После распада СССР предприятия прекратили своё существование. В настоящее время в селе Елань-Колено имеются ООО «Заря-2», филиал ОАО «Трансаммиак».

## Культура
В Елань-Колено работает Елань-Коленовская специальная (коррекционная) общеобразовательная школа-интернат для детей-сирот. В селе также имеется Дом Культуры, в котором проводятся различные концерты. Напротив Дома Культуры находится парк им. Крейзера. В 2013 году парк отремонтировали. На площади между парком и домом культуры проводятся масштабные митинги и праздники ( День Победы, день села и т.д) 

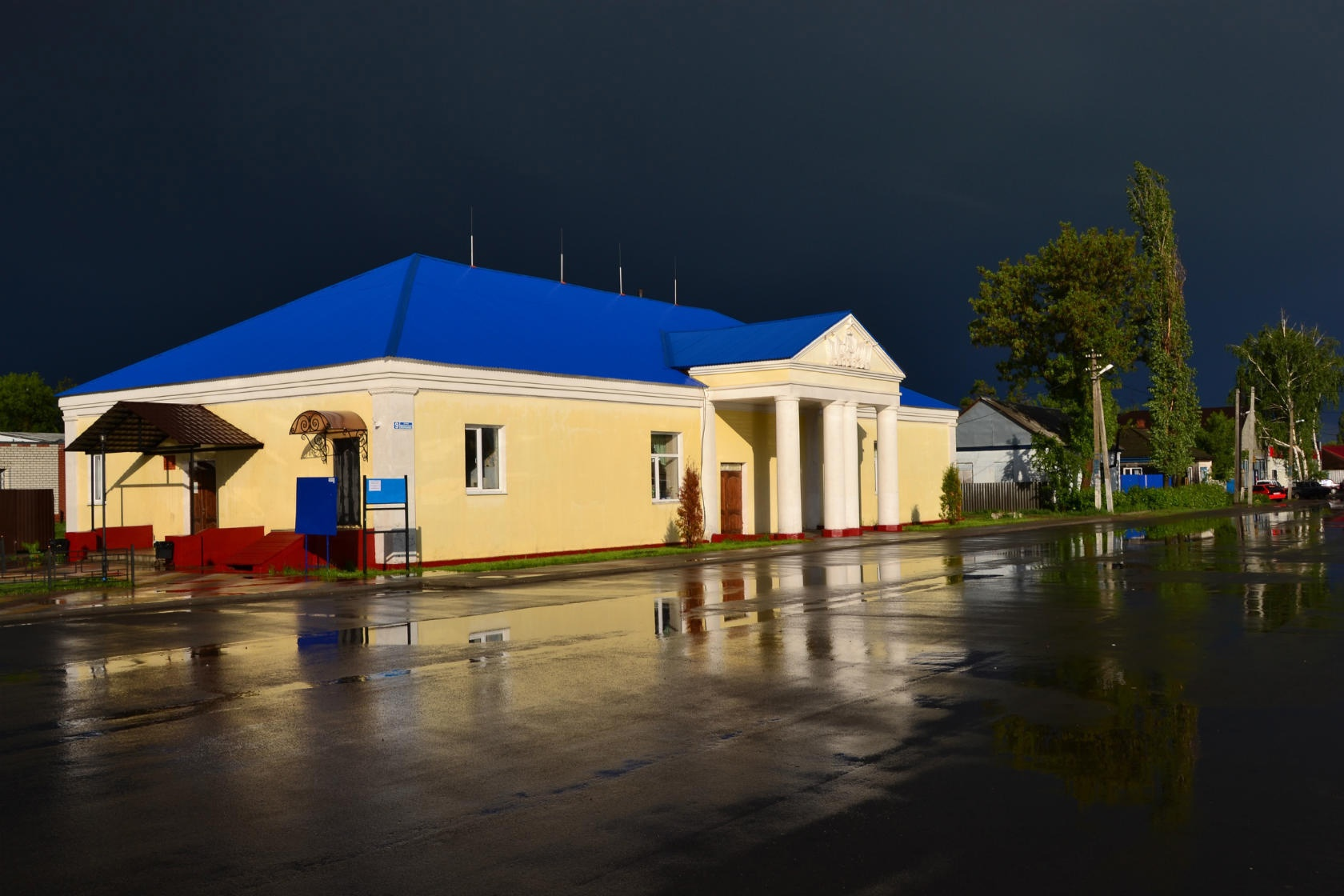

На базе сельской средней школы построена спортивная площадка. Футбольная команда «Елань» стала серебряным призёром 2008 года Всероссийского турнира на приз клуба «Кожаный мяч».

## Достопримечательности

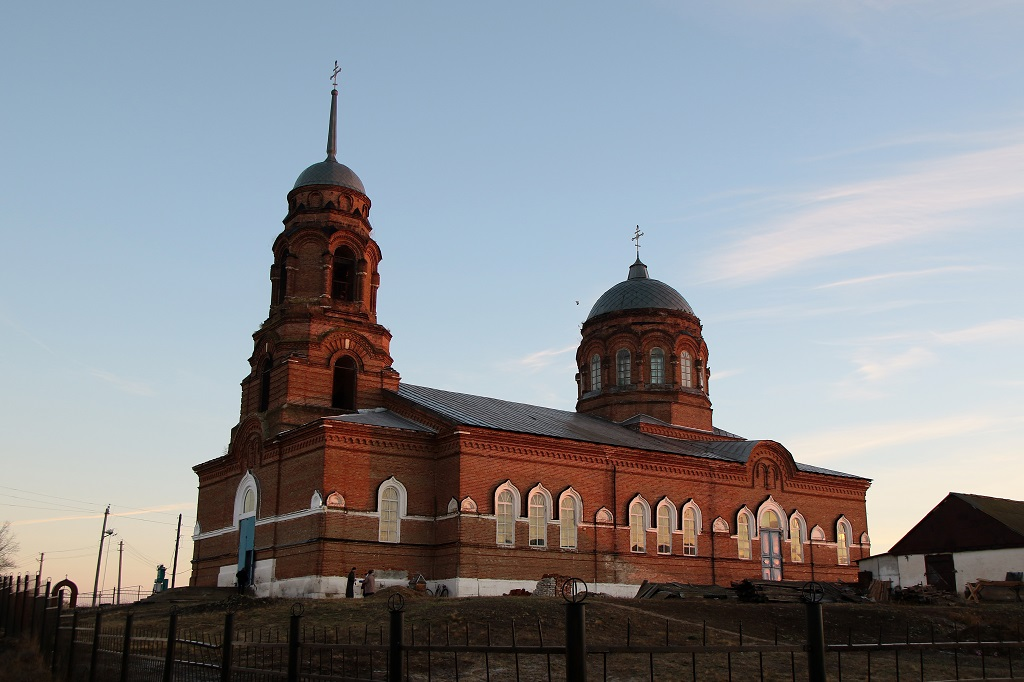
Церковь Воскресения Христова

В селе находится церковь Воскресения Христова, год постройки — 1914.

## Население
| 1859 | 1897  | 1959  | 1979  | 2002  | 2010  | 2021  |
| ---- | ----- | ----- | ----- | ----- | ----- | ----- |
| 4162 | ↗7592 | ↘5258 | ↗5353 | ↘5344 | ↘4689 | ↘4365 |

Согласно переписи 2002 года, 94,14 % населения составляют русские, 3,10 % — украинцы.

## Образование
В селе располагается два учебных заведения: Елань-Коленовская СОШ № 1 и Елань-коленовская специальная (коррекционная) общеобразовательная школа-интернат для детей-сирот. Школа No1 обучает детей, обучает среднему общему образованию (11 классов). Как правило, в старших классах детей привозят из других сёл Коленовского поселения ввиду отсутствия старших классов. Школа считается лучшей в районе. Ранее в селе работала ещё одна школа, закрытая в начале нулевых.

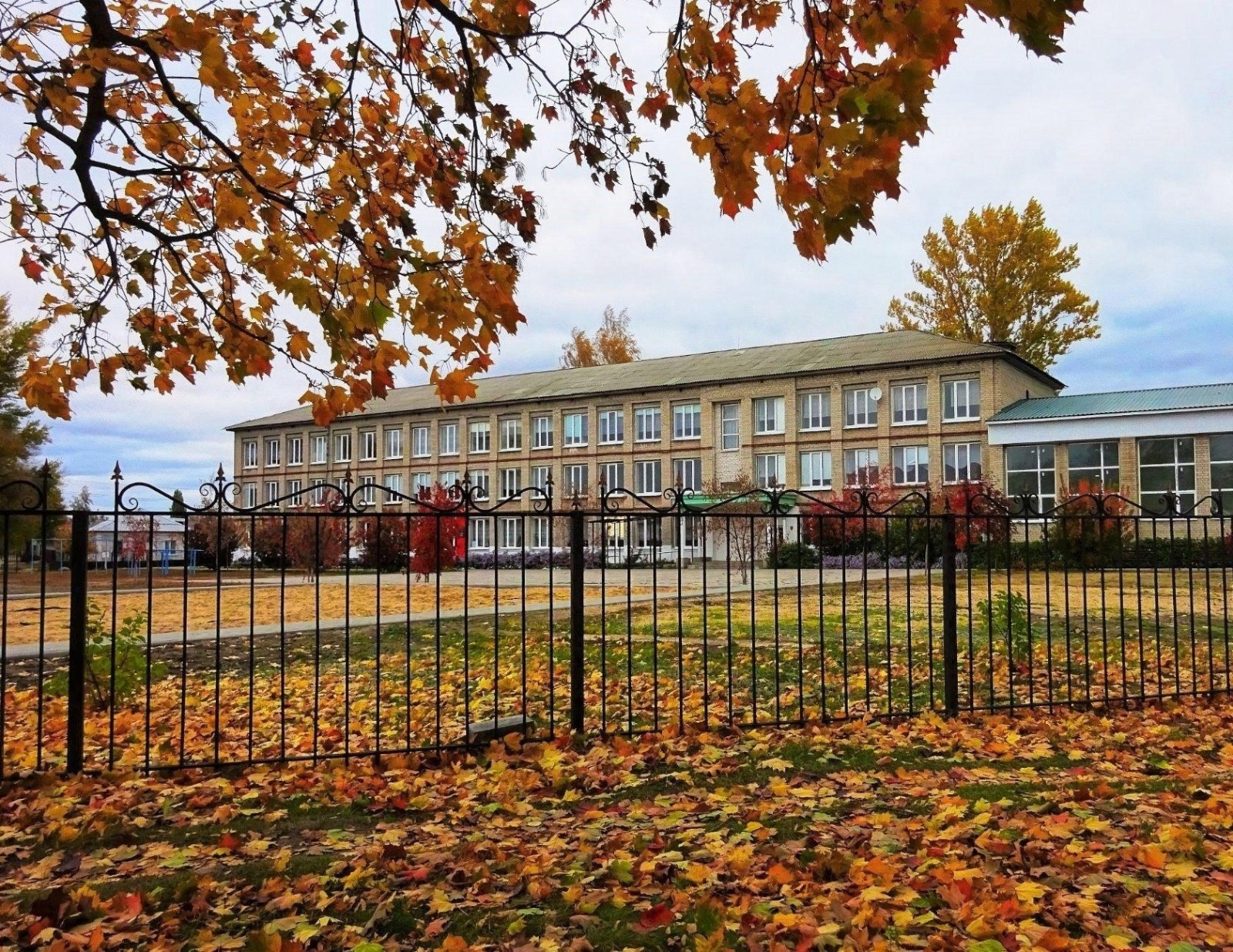
Школа

## Транспорт
Через село проходит железная дорога, направлением Поворино-Лиски. Имеются две железнодорожные станции: Колено и 304 км.

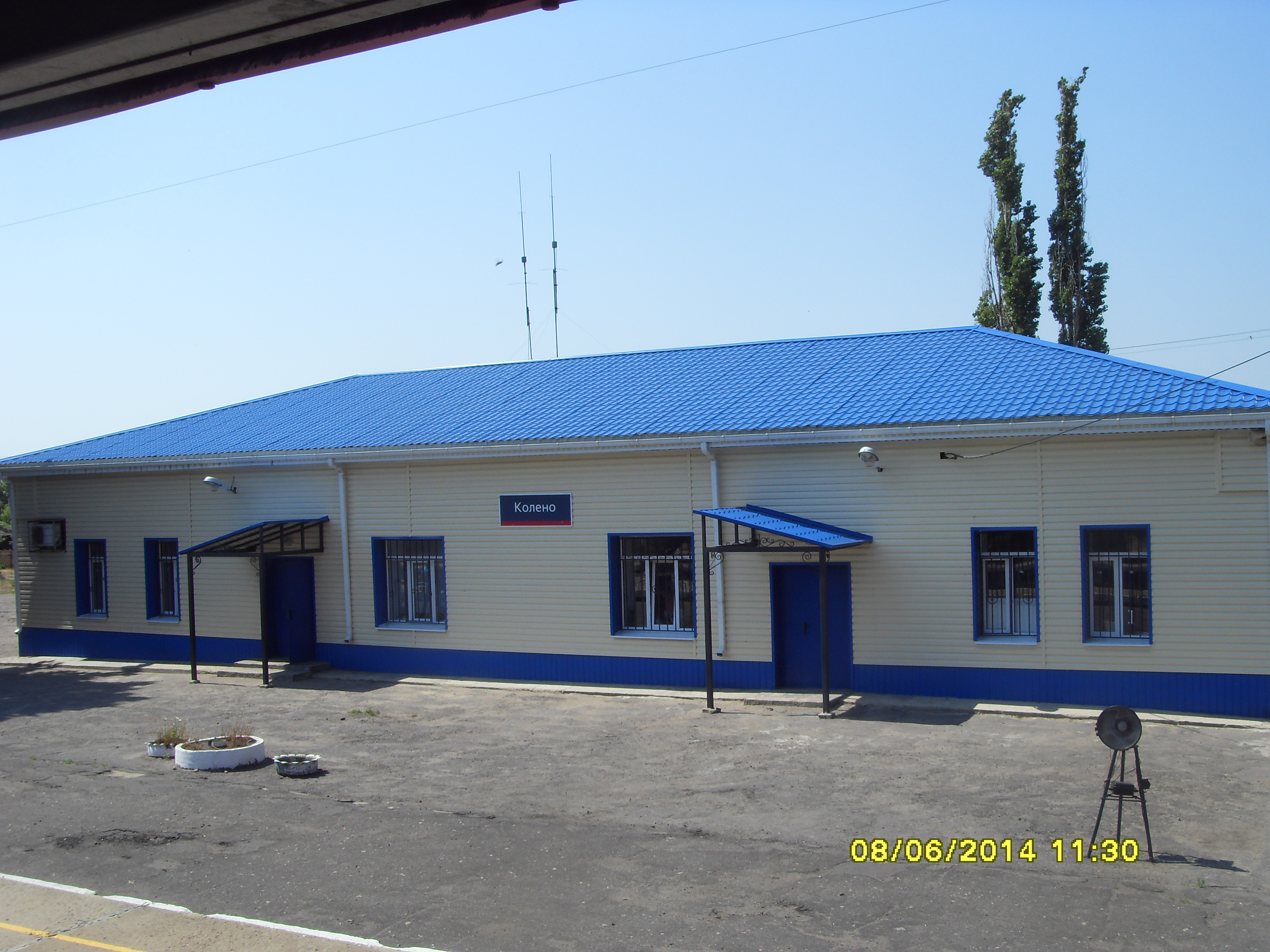
Железнодорожная станция Колено

Есть автостанция связывающая село с Новохопёрском, Воронежем, Москвой, и другими населёнными пунктами области.

## Известные жители и уроженцы
- Алтухов, Юрий Петрович — советский и российский учёный-генетик. Родился в селе Елань-Колено 11 октября 1936 году. Академик РАН. С 1992 года по 2006 год являлся директором Института общей генетики им. Н. И. Вавилова РАН.
- Барсуков, Дмитрий Петрович — участник Великой Отечественной войны, подполковник. Родился в селе Елань-Колено в 1904 году. Погиб 26.04.1945 года.
- Болдырев Иван Владимирович — участник Великой Отечественной войны, генерал-майор авиации. Родился в селе Елань-Колено в 1910 году. Награждён: 2 Ордена Красной Звезды, 2 Ордена Красного Знамени, Орден Отечественной войны, медали За боевые заслуги, за Оборону Москвы
- Гричанова, Мария Романовна — участник Великой Отечественной и Советско-японской войн, капитан м/с, в 1940 г. работала помощником госсанинспектора в Елань-Колено.[16]
- Дунаев, Николай Пантелеевич — Герой Советского Союза, лётчик-испытатель. Родился 5 мая 1918 года в деревне Колено, ныне село Елань-Колено.
- Засорин, Василий Иосифович — ветеран Великой Отечественной войны, 9 мая 2011 г. выслал по почте свои боевые награды Владимиру Путину в знак протеста против отказа в улучшении жилищных условий[17].
- Лычагин, Николай Семёнович — Герой Социалистического Труда (1975). Родился в селе Елань-Колено 26 апреля 1917 г.
- Фролов, Иван Павлович — ветеран Великой Отечественной войны, участник Парада Победы 1945 года[18].
- Болдырев, Феодосий Фёдорович — священник Русской православной церкви, канонизирован в лике священномучеников в 2000 году. Родился в селе Елань-Колено 8 февраля 1868 года.
- Хромых, Василий Петрович — Герой Советского Союза, родился в Елань-Колено.
- Дунаев, Пётр Иванович — полковник, в 70-е годы 20 века начальник отдела военной контрразведки полигона Капустин Яр, родился в Елань-Колено